# Неронов, Иван Григорьевич
Иван Григорьевич Неронов (1897 — 1937) — заместитель командующего по политической части и начальник политического управления Северо-Кавказского военного округа, корпусной комиссар (1935). Расстрелян в 1938 году по «делу Тухачевского». Реабилитирован посмертно.

## Биография
Родился в русской семье сапожника в г. Севск Орловской губ. Окончил два класса приходской школы. До призыва на военную службу работал электромонтёром. В 1916 году призван в Русскую императорскую армию. Окончил учебную команду при Сибирском телеграфном батальоне. Участник Первой мировой войны в звании рядового. Член РСДРП(б) с июня 1917 года. В Красной армии добровольно с сентября 1918 года. Участник Гражданской войны, в ходе которой занимал должности политического состава в стрелковых частях. Принимал участие в боевых действиях на Южном и Кавказском фронтах.
После Гражданской войны на ответственных должностях политического состава в войсках, центральном аппарате и военно-учебных заведениях РККА. В 1923—1925 годах военком и начальник политического отдела ряда воинских соединений, в том числе 3-й Кавказской и 4-й стрелковых дивизий. В 1924 году окончил курсы секретарей уездных комитетов партии при ЦК РКП(б). С апреля 1925 года помощник командира 5-го стрелкового корпуса по политической части. С сентября 1926 по июль 1927 года слушатель Курсов усовершенствования высшего политического состава при Военно-политической академии имени Н. Г. Толмачёва. С сентября 1927 г. помощник командира 4-го стрелкового корпуса по политической части. В 1929—1935 годах старший инспектор организационно-распределительного отдела политического управления РККА. С сентября 1935 г. заместитель командующего по политической части и начальник политического управления Северо-Кавказского военного округа. В конце 1936 года назначен помощником начальника Военной академии имени М. В. Фрунзе по политической части.
Проживал в Москве по адресу Лубянский проезд, дом 17, квартира 43. На Военном совете при НКО СССР 1 июня 1937 кто-то из выступавших язвительно заметил, что И. Г. Неронов кроме внешнего сходства с Я. Б. Гамарником ещё и бороду под него носит.
Арестован 10 августа 1937. Внесен в Сталинский расстрельный список от 7 декабря 1937 года (за 1-ю категорию Сталин, Молотов, Жданов). Военной коллегией Верховного суда СССР осуждён 10 декабря 1937 г. по обвинению в «участии в военно-фашистском заговоре в РККА» приговорён к расстрелу. Приговор приведен в исполнение в тот же день. Место захоронения — спецобъект НКВД «Коммунарка». Определением Военной коллегии Верховного суда СССР от 18 августа 1956 года посмертно реабилитирован.
Жена — Елизавета Михайловна Неронова (1900 г.р.) в декабре 1937 года была осуждена как член семьи изменника Родины к восьми годам лагерей.